# Diecéze Fairbanks
Diecéze Fairbanks (latinsky Dioecesis de Fairbanks) je latinské církevní území neboli diecéze katolické církve v severní části státu Aljaška ve Spojených státech amerických. Dříve se jmenovala Apoštolská prefektura Aljašky (1894–1917) a Apoštolský vikariát Aljašky (1917–1962).
Diecézi Fairbanks vede biskup, který slouží jako farář v mateřském kostele Sacred Heart Cathedral ve městě Fairbanks. Diecéze je sufragánem arcidiecéze Anchorage-Juneau. Jeho Excelence Steven Maekawa, O.P. je současným fairbanksským biskupem. 

## Statistika
V roce 2023 měla diecéze Fairbanks 46 farností a misií se 14 kněžími, kteří sloužili 11 876 katolíkům na území o rozloze 409 849 čtverečních mil (1 061 500 km2). Jedná se o geograficky největší diecézi ve Spojených státech. 

## Historie

### 1867 až 1900
Když Spojené státy v roce 1867 koupily Aljašku od Ruského impéria, spadala pod jurisdikci diecéze Vancouver Island v Kanadě. Biskup Charles Seghers z této diecéze podnikl na počátku 70. let 19. století několik misijních cest na Aljašku. Později vyslal reverenda Johna Althoffa, nizozemského kněze, aby založil misie ve Wrangellu na Aljašce, v hornickém okrsku Cassiar na řece Stikine a v bývalém ruském hlavním městě Sitka na Aljašce. Althoff založil první stálou katolickou misii na Aljašce, když 3. května 1879 založil ve Wrangellu farnost svaté Růže z Limy. Po objevení zlata poblíž města Juneau na Aljašce se tam Althoff přestěhoval. První mši sloužil a křest konal v Juneau 17. července 1882 v mezidenominačním „srubovém kostele“.
V květnu 1886 byl Seghers na své misionářské cestě zavražděn svým společníkem poblíž města Nulato na Aljašce. Poté, co se dozvěděl o Segherově smrti, převzal reverend Pascal Tosi ze Tovaryšstva Ježíšova správu nad aljašskými misiemi. Později v létě téhož roku na severozápadě Pacifiku ve Spojených státech jmenoval jezuitský představený misií ve Skalistých horách Joseph M. Cataldo Tosiho představeným aljašské misie.
27. července 1894 papež Lev XIII. zřídil apoštolskou prefekturu Aljaška. Celou Aljašku převedl z kanadských diecézí Vancouver Island a New Westminster. Tosiho jmenoval apoštolským prefektem. Kvůli špatnému zdravotnímu stavu byl Tosi v roce 1897 nucen rezignovat. Lev XIII. ho nahradil reverendem Jeanem-Baptistou Reném z Tovaryšstva Ježíšova. 

### 1900 až 1951
Když René v roce 1904 rezignoval, papež Pius X. jmenoval posledním apoštolským prefektem Josepha Crimonta z Tovaryšstva Ježíšova. 
Prvním kostelem ve vnitrozemí Aljašky byl kostel Neposkvrněného početí Panny Marie z roku 1904, postavený dva roky po založení Fairbanksu jako obchodní stanice. Otec Francis Monroe vybral na stavbu 3 000 dolarů od zlatokopů. V roce 1906 provedl Monroe další sbírku na stavbu nemocnice svatého Josefa, první nemocnice ve Fairbanksu. V roce 1910 přišly provozovat nemocnici svatého Josefa sestry Prozřetelnosti z Montrealu v Quebecu.
22. prosince 1916 povýšil papež Benedikt XV. prefekturu Aljašky na apoštolský vikariát Aljaška. 15. února 1917 jmenoval Crimonta jejím prvním apoštolským vikářem a jmenoval ho biskupem. V roce 1948 papež Pius XII. jmenoval do čela vikariátu reverenda Francise Gleesona z Tovaryšstva Ježíšova. 

### 1951 až 2000
23. června 1951 papež Pius XII. ustanovil diecézi Juneau. Stávající vikariát zrušil a do nové diecéze přesunul celou jižní Aljašku. Zbytek státu se stal novým vikariátem Severní Aljaška s biskupským sídlem ve Fairbanksu. Pius XII. jmenoval Gleesona biskupem nového vikariátu.
V roce 1962 papež Jan XXIII. zrušil vikariát Severní Aljaška a nahradil jej novou diecézí Fairbanks, jejímž prvním biskupem se stal Gleeson. V roce 1966 papež Pavel VI. zřídil arcidiecézi Anchorage a přidělil jí diecézi Fairbanks jako sufragánní. Aby Gleesonovi pomohl, jmenoval Pavel VI. v roce 1967 reverenda Roberta Whelana z Tovaryšstva Ježíšova biskupem koadjutorem diecéze.
Po Gleesonově odchodu do důchodu v roce 1968 ho Whelan automaticky nahradil ve funkci biskupa. Whalen podnikal četné cesty letadlem (Bush plane), lodí a sněžným skútrem do odlehlých indiánských a aljašských vesnic po celé diecézi. Založil program indiánské diakonie a vysvětil 28 indiánských aljašských mužů na trvalé jáhny. V roce 1984 jmenoval papež Jan Pavel II. reverenda Michaela Kanieckého z Tovaryšstva Ježíšova biskupem koadjutorem. Whelanovu rezignaci na funkci biskupa ve Fairbanksu přijal papež v roce 1985 a Kaniecki ho v té době automaticky nahradil.

### 2000 až současnost
Kaniecki zemřel náhle v roce 2000. V roce 2002 jmenoval Jan Pavel II. reverenda Donalda Kettlera z diecéze Sioux Falls prvním nejezuitským biskupem ve Fairbanksu. Papež Benedikt XVI. jmenoval Kettlera biskupem diecéze St. Cloud v roce 2013 a na Aljašce ho nahradil reverendem Chadem Zielinskim z Arcidiecéze vojenských služeb v USA.
V roce 2019 Vatikán vyřadil diecézi Fairbanks ze seznamu misijních diecézí a převedl správu diecézí z Kongregace pro evangelizaci národů na Kongregaci pro biskupy. Zielinski uvedl, že doufá, že tento krok pomůže nedostatku kněží v diecézi. V době tohoto oznámení měla diecéze pouze 17 kněží, kteří sloužili ve 46 farnostech a misiích.
17. září 2020 papež František zrušil diecézi Anchorage a diecézi Juneau a vytvořil arcidiecézi Anchorage-Juneau. Diecézi Fairbanks určil jako jediný sufragán nové arcidiecéze. V roce 2022 František jmenoval Zielinksiho biskupem diecéze New Ulm. V roce 2023 František jmenoval šestým biskupem Fairbanksu reverenda Stevena Maekawu, O.P., dominikánského kněze z provincie Nejsvětějšího Jména Ježíš. Maekawa byl předtím farářem staré katedrály Nejsvětějšího jména v Anchorage.

## Biskupové a ostatní ordináři

### Apoštolští prefekti na Aljašce
1. Pascal Tosi (1894–1897)
2. Jean-Baptiste René (1897–1904)
3. Joseph Raphael John Crimont (1904–1917), jmenován apoštolským vikářem na Aljašce

### Apoštolští vikáři na Aljašce
1. Joseph Raphael John Crimont (1917–1945)
2. Walter James Fitzgerald (1945–1947)
3. Francis Doyle Gleeson (1948–1951), titul změněn se změnou titulu apoštolského vikariátu

### Apoštolský vikář pro severní Aljašku
1. Francis Doyle Gleeson (1951–1962); jmenován prvním biskupem ve Fairbanksu

### Biskupové Fairbanksu
1. Francis Doyle Gleeson (1962–1968)
– George Theodore Boileau (koadjutorský biskup 1964-1965), zemřel před nástupnictvím
2. Robert Louis Whelan (1968–1985)
3. Michael Joseph Kaniecki) (1985–2000)
4. Donald Joseph Kettler (2002–2013), jmenován biskupem v Saint Cloud
5. Chad William Zielinski (2014–2022), jmenován biskupem v New Ulmu
6. Steven Maekawa, O.P. (2023–současnost)

### Jiný kněz aljašského vikariátu, který se stal biskupem
Robert Dermot O'Flanagan, jmenovaný biskupem v Juneau v roce 1951 

## Vzdělávání
- Základní škola Immaculate Conception, Fairbanks
- Monroe Catholic High School, Fairbanks

### Zdravotní péče
- Služba v nemocnicích – katolické služby pacientům v místních nemocnicích a domovech důchodců
- Štěpánská služba – mezidenominační doprovázení lidí v zármutku, nemoci, ztrátě, rozpadu rodiny atd.

## Média
The Alaskan Shepherd, diecézní zpravodaj
- Rádio KNOM. Stanice KNOM byla založena v roce 1971 a je nejstarší katolickou rozhlasovou stanicí v tomto státě.
- Rádio KQHE. Založeno v roce 2012.

## Kontroverze

### Případy sexuálního zneužívání
Hlavní článek: Skandál kolem sexuálního zneužívání v římskokatolické diecézi Fairbanks
V roce 1969 biskup Whelan vyhověl žádosti Josepha Lundowského, laického dobrovolníka, aby oficiálně rozdával svaté přijímání ve farnosti svatého Michaela v odlehlé aljašské vesnici. Lundowski nebyl knězem ani jáhnem. V roce 1964 obdržel generální vikář Mons. John E. Gurr dopis od kněze, který si stěžoval, že Lundowski v jeho farnosti sexuálně zneužívá chlapce. Gurr nepodnikl žádné kroky. Poté, co jeden z místních obyvatel spatřil Lundowského, jak obtěžuje malého chlapce, zveřejnil tento skandál ve vesnici. Místní kněz, který byl později sám obviněn ze zneužívání dětí, Lundowského z vesnice okamžitě vyhostil.
V žalobě z roku 2004 byl biskup Gleeson obviněn, že Lundowského chránil před stíháním za sexuální zneužívání. Třiatřicet mužů z vesnic jako Stebbins, St. Michael a Hooper Bay obvinilo Lundowského z četných útoků. Žaloba uváděla, že Gleeson o Lundowského zločinech věděl a překládal ho z jednoho místa na druhé.
V únoru 2008 diecéze oznámila, že plánuje vyhlásit bankrot na základě kapitoly 11. Tvrdila, že není schopna vyplatit vyrovnání 140 žalobcům, kteří podali žaloby kvůli sexuálnímu zneužívání kněžími nebo církevními pracovníky. Tovaryšstvo Ježíšovo, oregonská provincie, bylo v případu jmenováno jako spoluobžalovaný a uhradilo 50 milionů dolarů. Diecéze, která tehdy vykázala provozní rozpočet ve výši přibližně 6 milionů dolarů, tvrdila, že jedna z diecézních pojišťoven se „smysluplně neúčastnila“. Když diecéze v roce 2012 vyhlásila bankrot, přiznala, že zprávy o zneužívání se týkaly „posledních šesti desetiletí.“ Postupem času se také rozrostl diecézní seznam „věrohodně obviněných“ duchovních.